# Defraggler
Defraggler là một phần mềm miễn phí, tiện ích chống phân mảnh, có thể chống phân mảnh các tệp riêng lẻ hoặc các nhóm tệp trên hệ thống máy tính. Đây là phần mềm do Piriform phát triển và chạy với hệ điều hành Windows. Hỗ trợ từ Windows XP trở lên và hỗ trọ cả nhân IA-32 và IA-64. Defraggler có 37 thứ ngôn ngữ khác nhau, trong đó có tiếng Việt.

## Các tính năng
- Chống phân mảnh tập tin cá nhân, các nhóm tập tin (trong một thư mục) hoặc không gian trống trên bất kỳ phân vùng FAT32, NTFS hoặc exFAT
- Hiển thị tập tin trên bản đồ phân vùng
- Có thể chạy được từ một ổ đĩa USB như một ứng dụng di động
- Có thể lên kế hoạch chống phân mảnh từ thời gian quy định của một người quy định
- Hỗ trợ chống phân mảnh ổ cứng RAID, mặc dù không được cung cấp chi tiết